# Milestone (chanson)
Pour les articles homonymes, voir Milestone.
Singles de BoA
Woo Weekend
(2010) Only One
(2013)
Milestone est le 32e single de BoA sorti sous le label Avex Trax le 7 décembre 2011 au Japon. Il atteint la 11e place du classement de l'Oricon et reste classé 2 semaines pour un total de 7 722 exemplaires vendus. Les chansons Milestone et I see me se trouvent sur l'album Who's Back?.

## Liste des titres
| 1. | Milestone (Music Clip)                       |  |
| 2. | Milestone (Making Clip)                      |  |
| 3. | BoA 10th film ~From the past to the present~ |  |

| 1. | Milestone                                              |  |
| 2. | I see me                                               |  |
| 3. | Meri Kuri ~BEST&USA Version~ (メリクリ)                |  |
| 4. | Milestone (Instrumental)                               |  |
| 5. | I see me (Instrumental)                                |  |
| 6. | Meri Kuri ~BEST&USA Version~ (Instrumental) (メリクリ) |  |